# Amphasia interstitialis
Amphasia interstitialis är en skalbaggsart som beskrevs av Thomas Say 1823. Amphasia interstitialis ingår i släktet Amphasia och familjen jordlöpare. Inga underarter finns listade i Catalogue of Life.